# Shimano Dura Ace

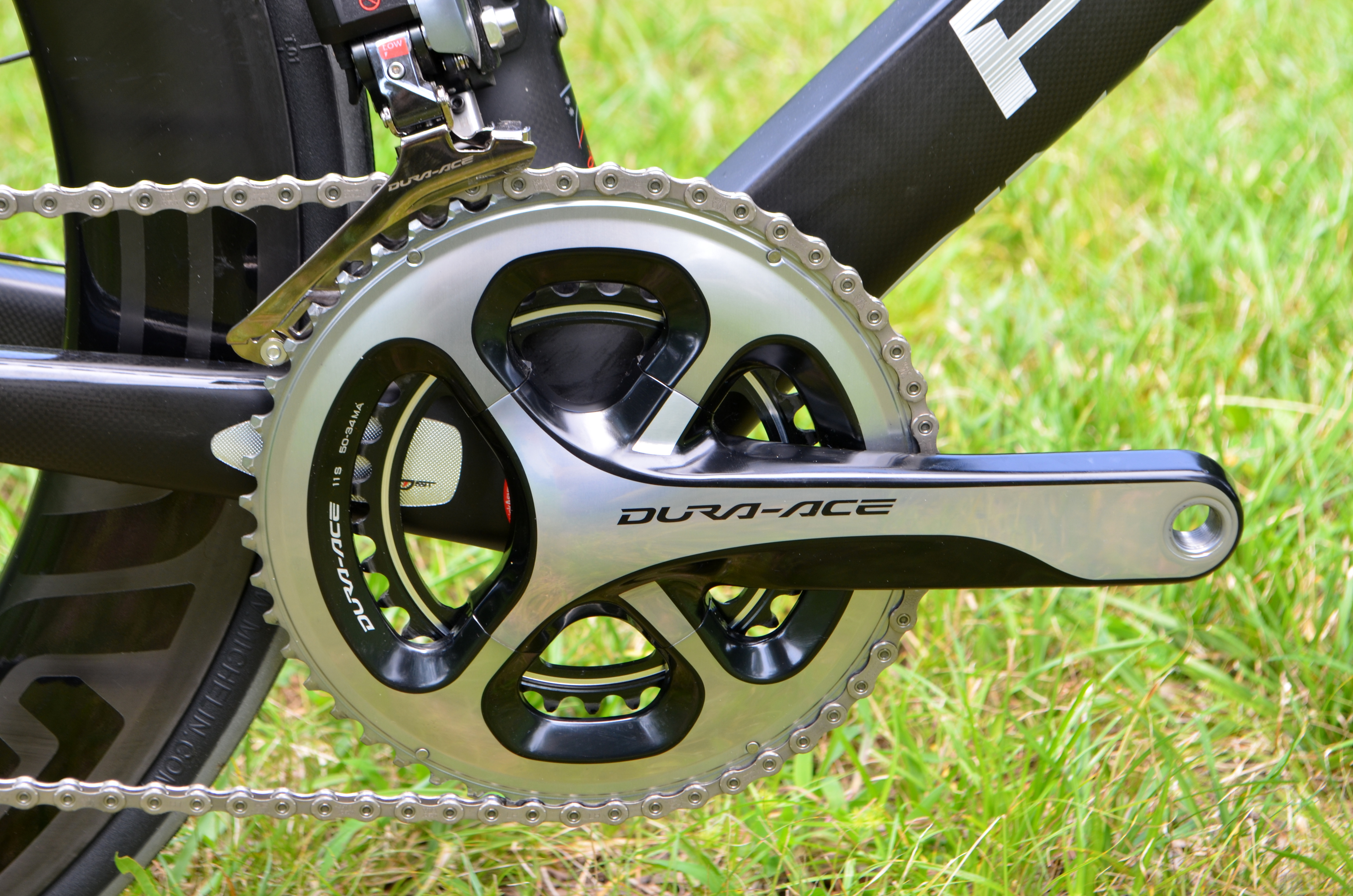
Guarnitura Dura-Ace montata su una Pinarello Dogma F8

Lo Shimano Dura Ace (il nome deriva da duralluminio, un tipo particolare di lega di alluminio, ed "Ace", asso, cioè il migliore) è un gruppo di componenti per biciclette da corsa prodotto dall'azienda giapponese Shimano. Insieme al Campagnolo Super Record e al RED di Sram rappresenta la massima espressione tecnologica offerta dal mercato.

## Descrizione
Composto dagli ormai tradizionali sette pezzi (comandi integrati, cambio posteriore, deragliatore anteriore, corpi freno, guarnitura, catena e cassetta pignoni) si distingue dal concorrente Super Record per il fatto di utilizzare in gran parte un materiale tradizionale come l'alluminio senza far ricorso a parti in carbonio o titanio, se non nell'ultimissima versione. Fra le altre caratteristiche che lo distinguono vi è poi la guarnitura che dispone di una corona grande con un bordo pieno contrariamente alla maggior parte delle altre corone per bici, dai caratteristici comandi STI dalla forma allungata, nonché dalla diversa disponibilità di pacchi pignoni.

## Storia[1][2]

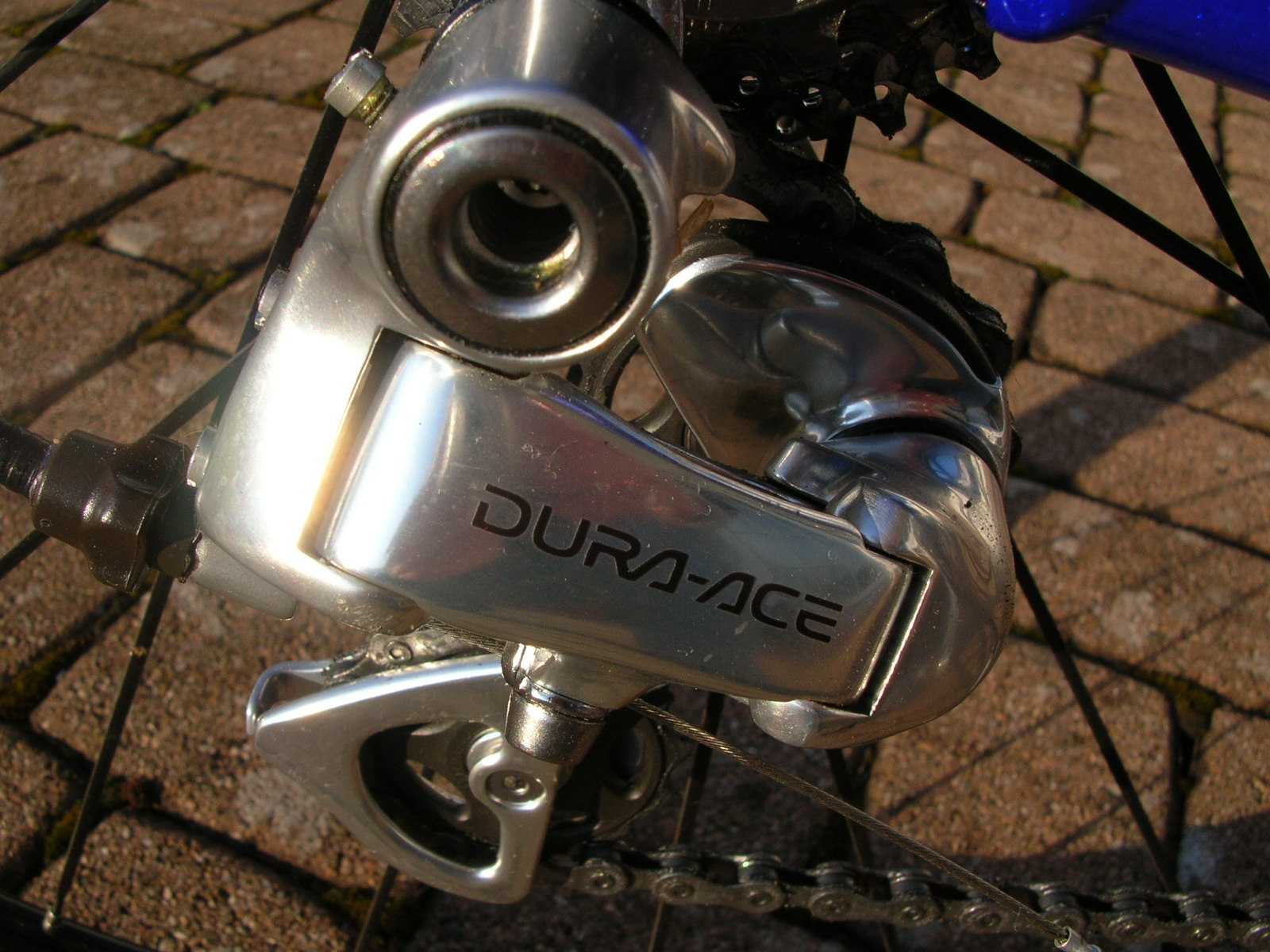
Cambio Dura Ace (Modello RD-7700)

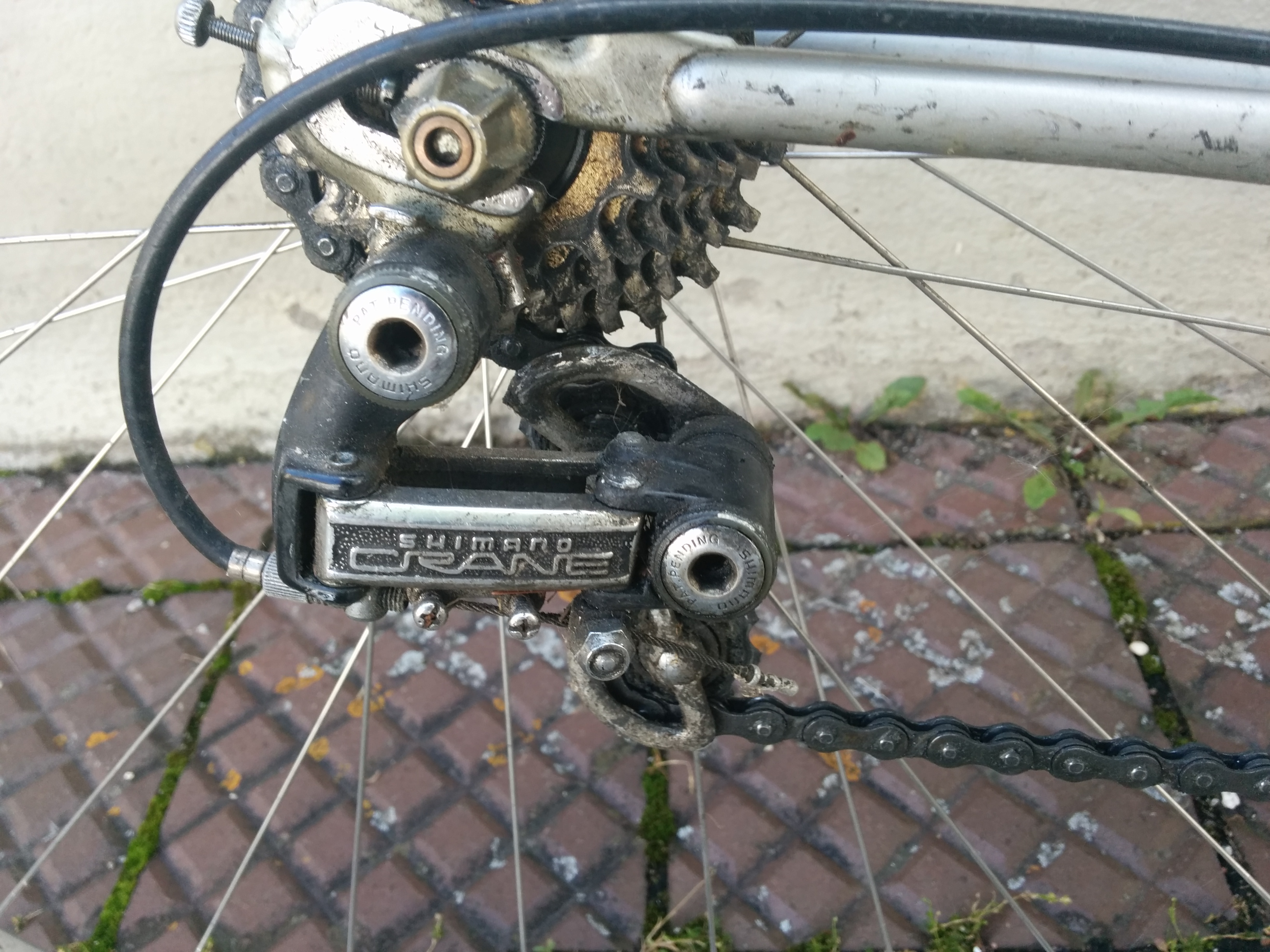
Cambio Crane su una bicicletta da corsa Puch

La Shimano ha iniziato a farsi strada nel mercato della componentistica per bici all'inizio degli anni settanta: i primi prodotti proposti, oltre alla ruota libera, è stato il cambio Crane, precursore della gamma Dura Ace, nel 1973. In quello stesso anno la prima squadra di professionisti, la belga Flandria, monta un gruppo Shimano, partecipando al Tour de France. È la prima volta nella storia della Grande Boucle che una squadra corre con componentistica orientale.
In quello stesso anno Freddy Maertens arrivò secondo ai mondiali di ciclismo montando componenti Dura Ace. Sul finire degli anni '70 arrivano i primi titoli mondiali, con l'introduzione anche del gruppo per biciclette da pista. Nel 1978 viene introdotto il nuovo gruppo Dura Ace EX, con un innovativo mozzo, il primo con la ruota libera a cassetta e che può montare un pignone da 11 denti. Diventerà negli anni novanta uno standard mondiale.
Nel 1980 è introdotto un nuovo gruppo Dura Ace, denominato AX, caratterizzato da un attento studio nella galleria del vento che ha portato ad una riduzione del 20% delle resistenze aerodinamiche. Nel 1981 sono introdotte le 7 velocità posteriori. Nel 1984 è la volta della serie 7400 del Dura Ace, che rappresenta una pietra miliare della storia dei componenti per bicicletta. Innanzitutto il profilo è rivoluzionato rispetto alla tradizione, dando a tutto il gruppo un taglio decisamente più moderno, in secondo luogo è introdotto il sistema di cambiata indicizzato con comandi alle leve dei freni.
Nel 1985 è rinnovato anche il Dura Ace da pista, con l'introduzione del Dura Ace Track serie 7600. Dopo l'introduzione delle otto velocità posteriori nel 1989, nel 1996 al Giro d'Italia numerose squadre testarono il nuovo Dura Ace serie 7700 a 9 velocità, con 500 grammi in meno rispetto al modello precedente, più efficienti sistemi di cambiata e frenata. Arrivarono per il nuovo gruppo anche prestigiosi successi con la vittoria delle Olimpiadi e del campionato del mondo.
Nel 1998 venne prodotto un numero limitato di gruppi Dura Ace del 25º anniversario dell'entrata di Shimano nel mondo del ciclismo, con finitura lucida e logo in oro. Nel 2003 è stato introdotto il precedente gruppo Dura Ace, serie 7800, a 10 velocità posteriori. Il gruppo top di gamma della Shimano si differiva da quello della Campagnolo per l'uso del movimento centrale a perno integrato, da comandi dalla diversa ergonomia e dall'uso principale di un materiale più semplice come l'alluminio, senza ricorrere alla fibra di carbonio.
Nel 2007 il nuovo gruppo Dura Ace presenta una guarnitura sempre con il perno integrato Shimano ma con pedivelle in carbonio che, per la limitata produzione e per una precisa strategia produttiva di Shimano, pare sia destinata a rimanere un'opzione speciale del gruppo. Nel corso del 2008 è stato presentato il gruppo Dura Ace serie 7900, la cui disponibilità viene programmata per la stagione 2009. La presentazione di questo nuovo gruppo è stata affiancata dal Di2, la versione Dura Ace equipaggiata con attuatori elettromeccanici comandati da una pulsantiera a manubrio.
Nel 2013 è apparso sul mercato il gruppo Dura Ace serie 9000, disponibile a partire dalla seconda metà dello stesso anno; le principali novità consistono nell'adozione di una nuova cassetta pignoni ad undici velocità, più leggera della precedente versione 7900, e di una nuova guarnitura a quattro bracci, di incrementata rigidità. Per quanto riguarda la versione elettromeccanica, è disponibile una nuova batteria interna a scomparsa all'interno del telaio, che rende il sistema più aerodinamico e bilanciato nei pesi.
Nella metà del 2016 è stato presentato il nuovo gruppo Dura Ace 9100, disponibile sul mercato pochi mesi dopo. Il nuovo gruppo è stato presentato in 2 varianti: Meccanico ed Elettronico, la versione meccanica ha visto le principali novità per quanto riguarda il Deragliatore posteriore che adesso ha una gabbia più lunga per offrire maggior adattamento alle situazioni più estreme quali gli incroci Corona-pignoni. Tra le principali novità della serie 9100 vi sono i nuovi comandi per la versione con freno a disco idraulico che risultano snelliti rispetto al passato offrendo la stessa ergonomia dei comandi tradizionali.